# Kreisgericht Goldap
Das Kreisgericht Goldap war ein preußisches Kreisgericht in der damaligen Provinz Preußen mit Sitz in Goldap.

## Geschichte
In Goldap bestanden bis 1849 das königliche Land- und Stadtgericht Goldap sowie viele Patrimonialgerichte.
1849 wurden in Preußen einheitlich Kreisgerichte geschaffen. Hierbei wurde die Patrimonialgerichtsbarkeit abgeschafft und die Patrimonialgerichte wurden aufgehoben. Auch die eingangs genannten Gerichte wurden aufgehoben und es entstand das Königliche Kreisgericht Goldap. Es war für den Landkreis Goldap zuständig.
Schwurgerichtssachen wurden beim Kreisgericht Angerburg verhandelt. Am Gericht waren 1870 ein Direktor und sechs Kreisrichter eingesetzt. 1870 betrug die Zahl der Gerichtseingesessenen 44.004. Gerichtstage wurden in Szittkehmen gehalten.
Im Rahmen der Reichsjustizgesetze wurde das Gerichtswesen in Deutschland 1879 vereinheitlicht. Damit wurde das Kreisgericht Goldap aufgehoben und das königlich preußische Amtsgericht Goldap mit Wirkung zum 1. Oktober 1879 als eines von sechs Amtsgerichten im Bezirk des Landgerichtes Insterburg als Nachfolger gebildet.

## Richter
- Hermann Elgnowski